# 贝尔塔·赫鲁巴
贝尔塔·赫鲁巴（捷克語：Berta Hrubá，1946年4月8日—1998年7月24日），捷克前女子曲棍球运动员。她曾代表捷克斯洛伐克国家队参加1980年夏季奥林匹克运动会曲棍球比赛，获得一枚银牌。